# Saga Separata di Sant'Olaf

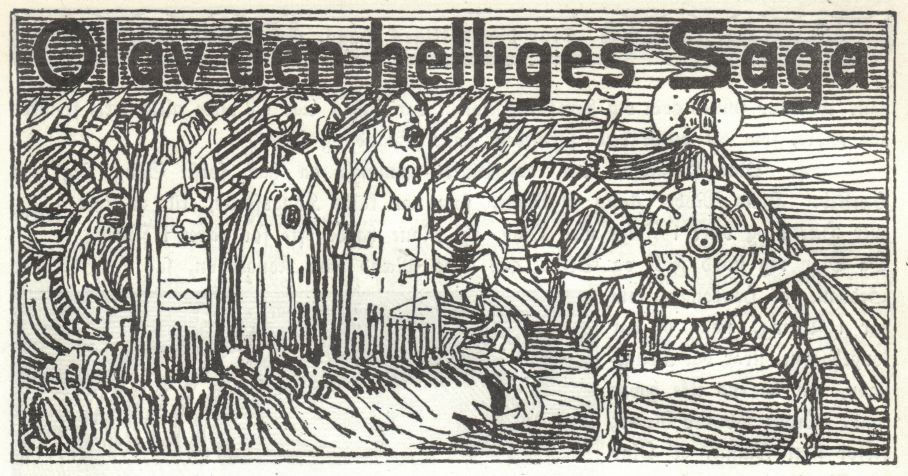
Illustrazione della Olav den helliges saga, Heimskringla Gerhard Munthe: 1899

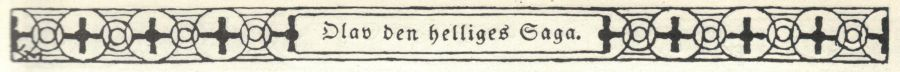

La Saga Separata (o Indipendente) di Sant'Olaf (Olav den helliges saga) è una delle Saghe dei re. Fu scritta su re Olaf II di Norvegia (Olaf Haraldsson), poi divenuto Sant'Olav (Olav den Hellige), patrono di Norvegia. 

## Storia
Fu scritta attorno al 1225 da Snorri Sturluson, il quale utilizzò la saga scritta dal sacerdote Styrmir Kárason, ora persa quasi completamente tranne alcuni frammenti del Flateyjarbók. Una versione rivista della Saga Separata fu in seguito incrporata nell'Heimskringla (ca. 1230), spesso considerata scritta dallo stesso Snorri Sturluson. 
Come molte altre saghe dei re, l'opera cita poemi scaldici per verifiche storiche o ricami letterari. L'opera è importante anche per il fatto che è stata preceduta da due prologhi. Il principale dei due è l'MS nr. 2 4° della Biblioteca nazionale svedese (Kungliga biblioteket) di Stoccolma. 
Nel prologo più lungo Snorri Sturluson si sofferma sul valore storico della poesia scaldica.. La versione contenuta nel Flateyjarbók narra una fantasiosa storia di re Ólafr Guðröðsson, denominato "Elfo di Geirstad", su come fece da esca andando a pescare da solo, su come morì (non completamente, divenendo "draugr") e come rinacque divenendo Olaf il Santo.
Secondo alcuni studiosi (Guðbrandur Vigfússon e Frederick York Powell), la denominazione "elfo" non andrebbe presa in senso letterale; inoltre fanno notare che, nelle modalità della morte di Olaf descritta Flateyjarbók, secondo del culto degli antenati in uso, "i morti erano chiamati elfi".

## Edizioni
- Bjarni Aðalbjarnarson (ed.). Heimskringla. 3 vol.: vol. 2. Íslenzk fornrit 26–8. Reykjavík: Hið ís lenzka fornritafélag, 1941–51. Appendice: Ór Óláfs sögu ins Helga inni Sérstöku.
- Johnsen, Oscar Albert e Jón Helgason (ed.). Saga Óláfs konungs hins helga. Den store saga om Olav den hellige, eftir Pergamenthåndskrift i Kungliga Biblioteket i Stockholm nr. 2 4to med varianter fra andre håndskrifter. 2 vol. Oslo: Jacob Dybwad, 1930-33. Testo ritrovato nell'MS Stockholm nr. 2 4to.
- Munch e Unger, Saga Olafs konungs ens Helga. Christiania (ex Oslo), 1853.